# 線型写像
数学の特に線型代数学における線型変換（せんけいへんかん、英: linear transformation、一次変換）あるいは線型写像（せんけいしゃぞう、英: linear mapping）は、ベクトルの加法とスカラー倍を保つ特別の写像である。特に任意の（零写像でない）線型写像は「直線を直線に移す」。

## 概要
抽象代数学の言葉を用いれば、線型写像とは（体上の加群としての）ベクトル空間の構造を保つ準同型のことであり、また一つの固定された体上のベクトル空間の全体は線型写像を射とする圏を成す。
「線型変換」は線型写像とまったく同義と扱われる場合もあるが、始域と終域を同じくする線型写像（自己準同型）の意味で用いていることも少なくない。また函数解析学の分野では、（特に無限次元空間上の）線型写像のことを「線型作用素」（せんけいさようそ、英: linear operator）と呼ぶことも多い。スカラー値の線型写像はしばしば「線型汎函数」もしくは「一次形式」（いちじけいしき、英: linear form, one-form; 線型形式; 1-形式）とも呼ばれる。

## 定義
V と W とを同じ体 𝔽 の上のベクトル空間とする。V から W への写像 f が、任意のベクトル x, y ∈ V と任意のスカラー c ∈ 𝔽 に対し、
1. 加法性: f(x + y) = f(x) + f(y),
2. 斉一次性: f(cx) = cf (x)

をともに満たすとき、f を 𝔽 上の線型写像 または簡単に 𝔽-線型写像という。考えているベクトル空間および線型写像がどの体上のものであるかが明らかなときには、省略して単に「 f は V から W への線型写像である」などということもある。
上記の二性質を合わせて線型性と呼び、また有限個のスカラー λi とベクトル vi に対して
線型性: {\displaystyle f{\Big (}\sum _{i=1}^{r}\lambda _{i}v_{i}{\Bigr )}=\sum _{i=1}^{r}\lambda _{i}f(v_{i})}
のような形で言及することもある。

## 例と反例
- 恒等写像（値を変えない写像）および零写像（全てを零ベクトルへ写す写像：0-値函数）は何れも線型である。
- 実函数 f(x) ≔ ax (a は定数) は線型である。
  - 実函数 f(x) ≔ x + 1 は線型でない（がアフィンにはなる）。線型変換は原点を変えない。
  - 実函数 f(x) ≔ x2 は線型でない。
- m × n 実行列 A は列ベクトル x ∈ ℝn を列ベクトル Ax ∈ ℝm へ写す線型写像を定める。逆に、有限次元ベクトル空間の間の任意の線型写像は（それぞれの空間の基底を一つ固定するとき）行列で表現される。またこのとき、線型写像 f をその表現行列 Af へ写す写像（行列表現）はそれ自身が線型写像になる（後述）。
- M ≔ M(n, ℝ) を n 次実正方行列の全体がなす n2 次元ベクトル空間とする。x ∈ M に対し、写像 ad x: M → M を adx(y) ≔ xy − yx で定義すると、ad x は線型写像である。さらに、M から Endℝ(M) への写像 ad: x ↦ ad x も線型である。
- ℝ の適当な区間 (数学)上の定積分は、その区間上の実数値可積分函数の空間からの線型写像である。
  - 不定積分（あるいは原始函数）は、得られる函数が積分定数の分だけ無数に存在するため、線型写像とみなすことはそのままではできない。
- 微分は可微分函数全体の成す空間から函数全体の成す空間への線型写像である。
- 確率変数 X の期待値 𝔼[X] は {\displaystyle \mathbb {E} [cX+a]=c\,\mathbb {E} [X]+a} を満たすから線型写像となるが、分散 𝕍[X] は 𝕍[cX + a] = c2𝕍[X] で斉一次性が成り立たないので線型でない。

## 核・像と全射性・単射性
線型写像 f: V → W に対して
{\displaystyle \operatorname {Im} (f)=f(V):=\{\ f(v)\in W\mid v\in V\ \}\subset W,}
{\displaystyle \operatorname {Ker} (f):=\{v\in V\mid f(v)=0\ \}\subset V}
をそれぞれ、f の像 (image), 核 (kernel) という。これらはそれぞれの空間の線型部分空間であり、またこれらの次元
{\displaystyle {\text{rk}}(f):=\dim \left(\operatorname {Im} (f)\right),\quad \operatorname {nul} (f):=\dim \left(\operatorname {Ker} (f)\right)}
は f のそれぞれ階数 (rank), 退化次数 (nullity) と呼ばれ、有限次元のときには
{\displaystyle \dim(V)=\operatorname {rk} (f)+\operatorname {nul} (f)}
なる等式を満足する（階数退化次数定理）。
{\displaystyle \operatorname {Coker} (f):=W/\operatorname {Im} (f)}
は f の余核と呼ばれる。核および余核は線型写像 f のそれぞれ単射性および全射性からの「ずれ」を測るものと考えることができる。即ち、
- f が単射であるための必要十分条件は Ker(f) = {0} となることであり、
- f が全射であるための必要十分条件は Coker(f) = {0} となることである。

線型写像 f ∈ Hom𝔽(V, W) が全単射であるとき、 f は V から W への 𝔽-線型同型写像あるいは 𝔽 上の同型、𝔽-同型であるという。また、ベクトル空間 V, W の間に線型同型が存在するとき、V と W はベクトル空間として同型であるという。

## 線型写像の演算
線型写像がいくつか与えられたとき、それらから新たな線型写像を作り出す操作がいくつか存在する。
線型演算線型写像 f, f1, f2: V → W および係数体の元 a に対して、スカラー倍 af および和 f1 + f2 を
{\displaystyle (af)(v):=a(f(v)),\quad (f_{1}+f_{2})(v):=f_{1}(v)+f_{2}(v)}
で定めると、これらはまた V から W への線型写像を定める。
積f: V → W および g: W → X が線型ならば、その合成 g ∘ f は V から X への線型写像を定める。
反転線型写像 f: V → W が全単射（したがって同型）であるとき、逆写像 f−1: W → V もまた線型同型になる。
双線型写像 f: V × W → X が与えられたとき、テンソル積空間 V ⊗ W から X への線型写像 φ が
{\displaystyle \varphi (v\otimes w):=f(v,w)\quad (v\in V,w\in W)}
によって誘導される（テンソル積の普遍性）。

## 線型写像の空間
ベクトル空間 V から W への 𝔽-線型写像の全体の作る集合を
{\displaystyle \operatorname {Hom} _{\mathbb {F} }(V,W)={\mathcal {L}}(V,W):=\{f\colon V\to W\mid f{\text{: linear}}\}}
などで表す。この集合 L(V, W) は上記の和とスカラー倍によって、それ自身一つのベクトル空間になる。特に W ≔ 𝔽 としたとき、つまりベクトル空間 V 上の線型汎函数の空間
{\displaystyle V^{*}:={\mathcal {L}}(V,F)}
は V の（代数的）双対空間と呼ばれる。特にまた
{\displaystyle {\mathcal {L}}(V,W)\cong V^{*}\otimes W}
なる同型が成り立つ。
ベクトル空間 V から V 自身への 𝔽-線型写像 f を V における 𝔽 上の線型変換または 𝔽-自己準同型 (endomorphism) などという。V における 𝔽-線型変換全体の成す集合
{\displaystyle \operatorname {End} _{F}(V):={\mathcal {L}}_{F}(V,V)}
は和と合成に関して V 上の 𝔽-自己準同型環と呼ばれる 𝔽 上の結合多元環の構造を持つ。V 上の線型変換 f: V → V が同型であるとき、線型変換 f を V 上の正則線型変換あるいは 𝔽-自己同型 (automorphism) という。V における正則 𝔽-線型変換の全体の成す集合
{\displaystyle {\mathit {GL}}_{F}(V):=\left\{f\colon V\to V\mid f{\text{: automorphism}}\right\}}
や GL(V) などと表す。GL(V) は写像の合成を積として V 上の一般線型群と呼ばれる群を成す（単位元は恒等写像、逆元は逆写像で与えられる）。

## 行列表現
| 反時計回りの90度回転 {\displaystyle {\begin{bmatrix}0&-1\\1&0\end{bmatrix}}}   | 反時計回りのθ回転 {\displaystyle {\begin{bmatrix}\cos(\theta )&-\sin(\theta )\\\sin(\theta )&\cos(\theta )\end{bmatrix}}} |
| x 軸に関する反転 {\displaystyle {\begin{bmatrix}1&0\\0&-1\end{bmatrix}}}       | y 軸に関する反転 {\displaystyle {\begin{bmatrix}-1&0\\0&1\end{bmatrix}}}                                                  |
| すべての方向に長さ 2 倍 {\displaystyle {\begin{bmatrix}2&0\\0&2\end{bmatrix}}} | squeeze 変換 {\displaystyle {\begin{bmatrix}k&0\\0&1/k\end{bmatrix}}}                                                     |
| 水平方向に剪断 {\displaystyle {\begin{bmatrix}1&m\\0&1\end{bmatrix}}}          | y 軸への射影 {\displaystyle {\begin{bmatrix}0&0\\0&1\end{bmatrix}}}                                                       |

成分を体 𝕂 にもつ m 行 n 列の行列をA とするとき、f(x) = Ax (x ∈ 𝕂n) は数ベクトル空間 𝕂n から 𝕂m への 𝕂-線型写像を定める。これとは逆に、V と W が有限次元のベクトル空間で、それぞれの空間の基底が選ばれているならば、各ベクトルをそれらの基底に関する成分表示と同一視できるから、V から W への任意の線型写像は行列として表すことができる。このことは、具体的な計算を可能にするという点で便利である。
V の基底を  {\displaystyle \{v_{1},\cdots ,v_{n}\}}、 W の基底を{\displaystyle \{w_{1},\cdots ,w_{m}\}}とおく。
Vの要素{\displaystyle (a_{1}v_{1}+\cdots +a_{n}v_{n})}の線型写像 f: V → W について、線形性の定義から
{\displaystyle f(a_{1}v_{1}+\cdots +a_{n}v_{n})=a_{1}f(v_{1})+\cdots +a_{n}f(v_{n})}
が成り立つ。各基底の行き先 f(vj) が分かれば、この写像は一つに決まる。このとき
{\displaystyle f(v_{j})=a_{1j}w_{1}+\cdots a_{mj}w_{m}}
となるスカラー aij を (i,j)-成分にもつ行列を Af とすれば、この写像は、
{\displaystyle f{\Big (}(v_{1},\ldots ,v_{n}){\begin{bmatrix}a_{1}\\\vdots \\a_{n}\end{bmatrix}}{\Bigr )}=(w_{1},\ldots ,w_{m})A_{f}{\begin{bmatrix}a_{1}\\\vdots \\a_{n}\end{bmatrix}}}
と書くことができる。基底の変換
{\displaystyle P\colon (v_{1},\ldots ,v_{n})\mapsto (v_{1}',\ldots ,v_{n}'),\quad Q\colon (w_{1},\ldots ,w_{m})\mapsto (w_{1}',\ldots ,w_{m}')}
を行うとき、P, Q は正則行列で (v′1, …, v′n) = (v1, …, vn)P, (w′1, …, w′m) = (w1, …, wm)Q であり、
{\displaystyle {\begin{aligned}f{\Big (}(v_{1}',\ldots ,v_{n}'){\begin{bmatrix}a_{1}'\\\vdots \\a_{n}'\end{bmatrix}}{\Bigr )}&=f{\Big (}(v_{1},\ldots ,v_{n})P{\begin{bmatrix}a_{1}'\\\vdots \\a_{n}'\end{bmatrix}}{\Bigr )}\\&=(w_{1},\ldots ,w_{m})A_{f}P{\begin{bmatrix}a_{1}'\\\vdots \\a_{n}'\end{bmatrix}}=(w_{1}',\ldots ,w_{m}')Q^{-1}A_{f}P{\begin{bmatrix}a_{1}'\\\vdots \\a_{n}'\end{bmatrix}}\end{aligned}}}
が成立するから、表現行列は Q−1AfP に置き換わる。
適当な基底を固定して各線型写像 f: V → W に対応する行列を Af と書けば、
{\displaystyle A_{f_{1}+f_{2}}=A_{f_{1}}+A_{f_{2}},\quad A_{cf}=cA_{f}}
が成り立つから、特に 𝕂 上のベクトル空間 V, W の 𝕂 上次元がそれぞれ n, m であるとき、
{\displaystyle {\rm {Hom}}_{K}(V,W)\cong {\rm {Mat}}(m,n;K)}
というベクトル空間の同型が成り立つ。また、合成に関しても
{\displaystyle A_{g\circ f}=A_{g}A_{f}}
（右辺は行列の積）となるから、特に V = W のとき
{\displaystyle \operatorname {End} _{K}(V)\cong \operatorname {Mat} _{n}(K)}
は結合多元環の同型になる。これらの同型が成り立つことをもって、線型写像が行列によって表現されるという。

## 線型写像の連続性
一般に無限次元のベクトル空間を扱うとき、空間には付加的な構造として位相が定められているのが普通であり、そのような空間では線型写像の連続性を考察することができる。有限次元空間上の線型写像は必ず連続であり、したがって不連続線型作用素の概念は特に無限次元の場合において意味を持つ。
バナッハ空間のようなノルム線型空間では、線型写像がノルムの定める距離に関して連続となることと、そのノルムに関して有界となることとが同値である。
ノルム空間 X 上の可微分函数全体の成す空間 C1(X) に上限ノルムを入れて考えるとき、函数の微分は作用素として有界でない（つまり、0-値函数の微分が常に 0 であるにもかかわらず、値の十分小さい函数でも導函数の値が非常に大きくなるということが起こりうる）。また、可微分函数の微分は必ずしも微分可能ではないから、始域よりも終域のほうが大きく、ゆえに函数の微分は連続にならない。